# 毛尔科尧·伊姆雷
毛尔科尧·伊姆雷（匈牙利語：Markója Imre，1931年6月6日—2008年3月27日），匈牙利律师，政治人物，前司法部长（1978年－1988年）。

## 生平
1931年生于海泰什。1948年加入匈牙利共产党（同年并入匈牙利劳动人民党），后来成为匈牙利社会主义工人党和匈牙利爱国人民阵线成员。1953年毕业于羅蘭大學法学院。1954年至1955年任《社会评论》法律编辑部主任。1956年至1963年，担任行政部法律司司长。1963年至1967年，担任司法部副部长。1967年至1978年，担任司法部国务秘书。1978年至1988年，担任司法部部长。2008年3月27日在布达佩斯逝世，终年76岁。